# Altopiano di Cracovia-Częstochowa

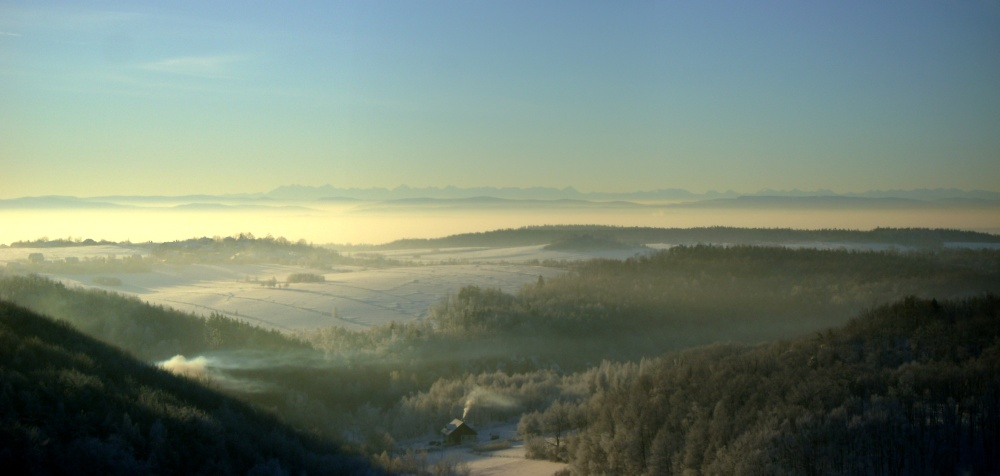
Vista sui monti Tatra dalle rovine del castello Grodzisko a Skała

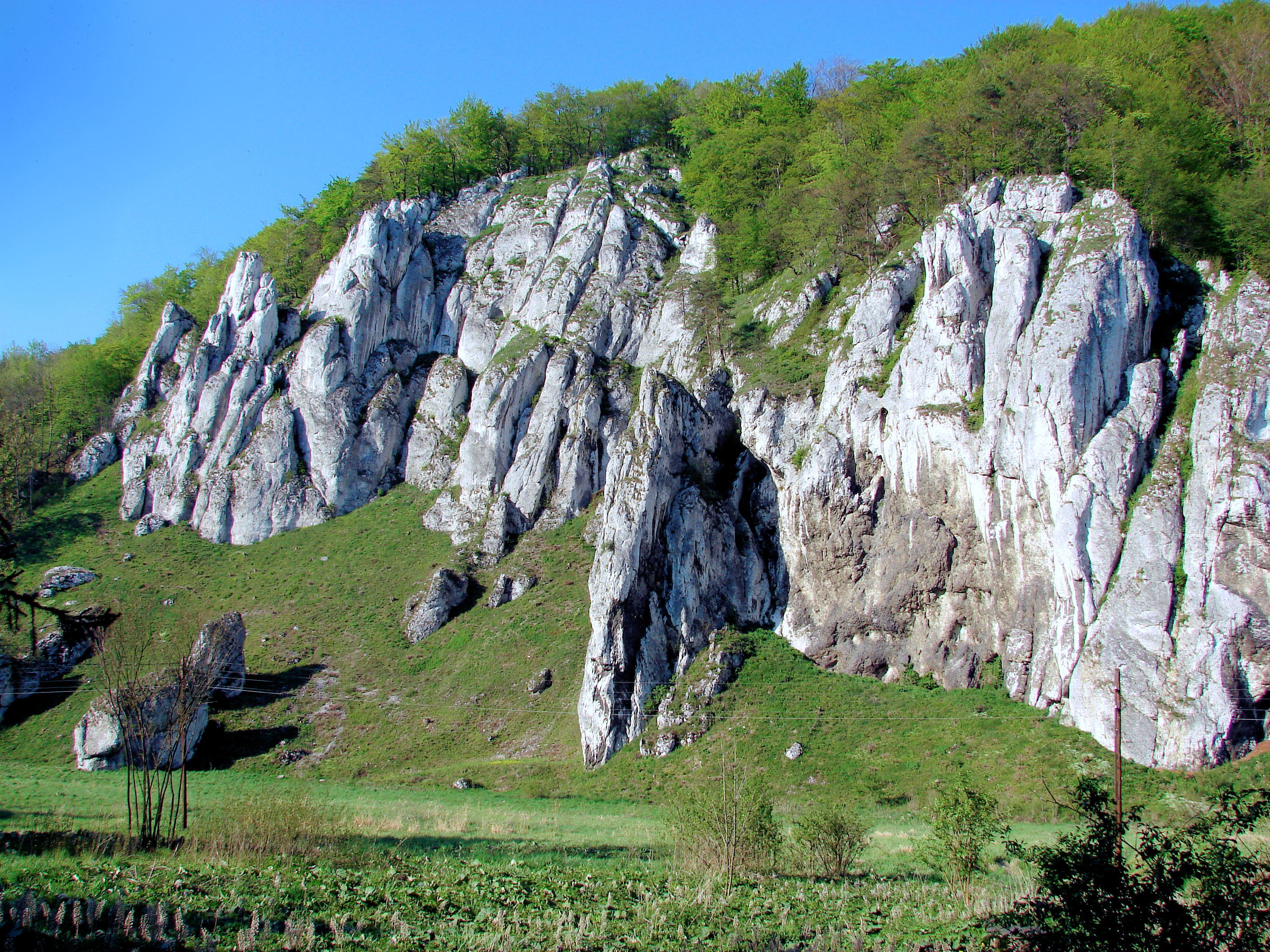
Giura polacco, Glove Rock (Skała Rękawica) nel Parco nazionale di Ojcow

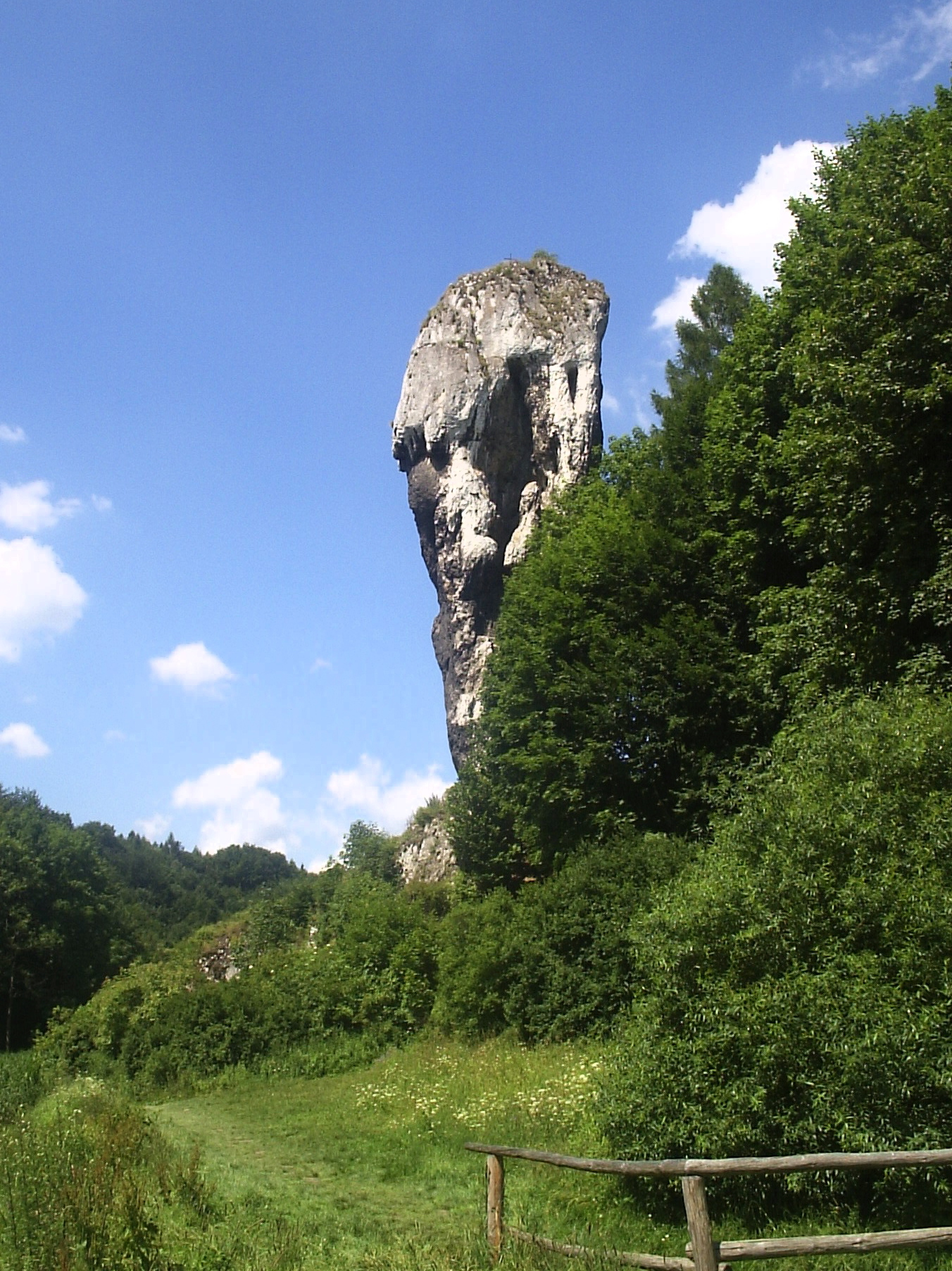
Giura polacco, Clava di Ercole (Maczuga Herkulesa)

L' altopiano di Cracovia-Częstochowa, noto anche come altopiano giurassico polacco o Giura polacco (in polacco Jura Krakowsko-Częstochowska), fa parte del sistema giurassico della Polonia centro-meridionale, che si estende tra le città di Cracovia, Częstochowa e Wieluń. Il Giura polacco confina con l'altopiano della Piccola Polonia a nord e ad est, le pendici dei Carpazi occidentali a sud e l'altopiano della Slesia a ovest.

## Descrizione
Il Giura polacco è costituito da un paesaggio collinare con rocce calcaree giurassiche, scogliere, valli e vaste formazioni calcaree, con circa 220 grotte. Il rilievo dell'altopiano si è sviluppato a partire dal Paleogene, in condizioni climatiche notevolmente mutevoli. La sua componente principale è una pianura, coronata da monadnock, masse rocciose che hanno resistito all'erosione, generate come roccia dura su accumuli del tardo Giurassico circondati da calcare con lettiera meno resistente della stessa età. Il Giura polacco è visitato da circa 400.000 visitatori all'anno. Parte di esso appartiene al Parco nazionale di Ojcow, il più piccolo dei venti parchi nazionali della Polonia, classificato tra le aree ricreative più attraenti del paese.

## Flora e fauna

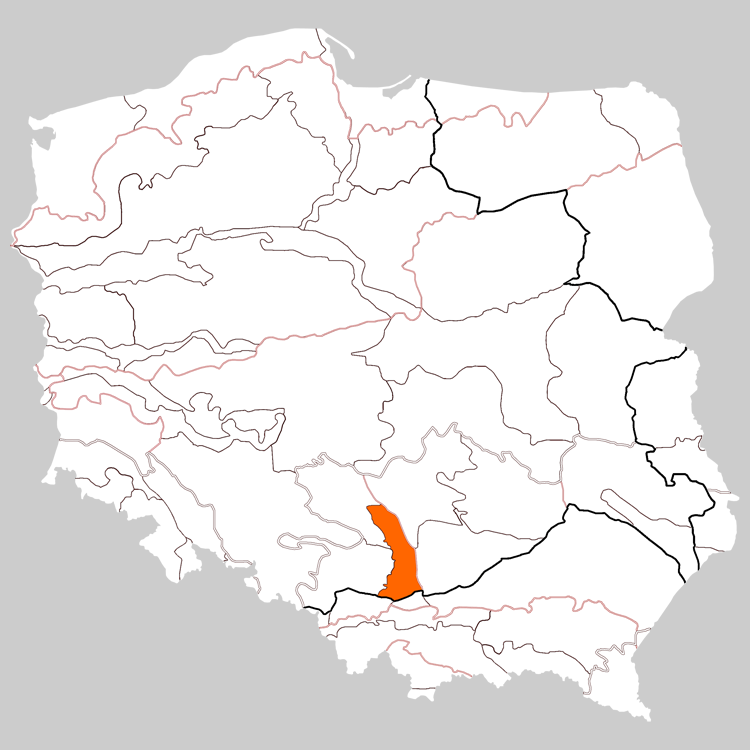
Posizione del Giura polacco

L'altopiano giurassico di Cracovia-Częstochowa è costituito da un ricco ecosistema, in cui coesistono piante completamente opposte nello stesso arco di tempo, in parte a causa del microclima unico e anche perché l'intero altopiano è circondato da foreste vergini. La vita vegetale e animale è molto biodiversa con oltre 1600 specie di piante e 5500 specie di animali. Questi includono 4600 specie di insetti, tra cui 1700 di coleotteri e 1075 di farfalle e 135 di uccelli. I mammiferi includono il castoro, il tasso, l'ermellino e 15 specie di pipistrelli, molti dei quali vanno in letargo nelle grotte del parco durante l'inverno.
Il clima dell'altopiano differisce notevolmente dalla zona circostante. Il manto nevoso copre l'area per circa 80 giorni all'anno e la stagione delle piogge va da aprile a settembre. Le precipitazioni annuali variano tra 650 e 700 mm, maggiori che nelle regioni circostanti, la temperatura mediana è inferiore, da 0,5 a 1,0 °C ed è di 19 °C in estate e di -3 °C in inverno.
Ci sono numerosi fiumi che provengono dall'altopiano di Cracovia-Częstochowa, tra cui Warta, Biała Przemsza, Pilica, Dłubnia, Szreniawa, Prądnik, Wiercica e Rudawa.
Oltre a una diversità di specie vegetali e animali, si può trovare un paesaggio culturale unico con oggetti archeologici e cimeli di antiche abitazioni, con una vasta collezione di manufatti. Il primo insediamento nella zona risale al periodo Paleolitico, circa 12.000 anni fa. La regione è ricca di selce, che ha attirato i primi esseri umani.